# Maria Rydqvist
Maria Rydqvist (* 22. März 1983 in Värnamo) ist eine ehemalige schwedische Skilangläuferin.

## Werdegang
Rydqvist gewann bei den Juniorenweltmeisterschaften 2001 mit der schwedischen 4-mal-5-Kilometer-Staffel die Bronzemedaille. Sie lief ihr erstes Weltcuprennen im März 2003 in Borlänge, welches sie auf dem 31. Rang im Sprint beendete. Zuvor hatte sie bei den Nordischen Junioren-Skiweltmeisterschaften 2003 in Sollefteå die Silbermedaille im Massenstartrennen über 15 Kilometer in der freien Technik und Bronze mit der schwedischen Staffel gewonnen. Ihre besten Resultate bei den Nordischen Skiweltmeisterschaften 2005 in Oberstdorf waren der 21. Rang im 15-km-Skiathlonrennen und der achte Rang in der Staffel. Ihre ersten Weltcuppunkte holte sie im März 2005 in Mora mit dem zehnten Platz im 45-km-Massenstartrennen. Bei den schwedischen Skilanglaufmeisterschaften 2006 gewann sie zweimal Gold. Im März 2007 erreichte sie in Falun mit dem dritten Platz in der Staffel ihren ersten Podestplatz im Weltcup. Die Tour de Ski 2010/11 beendete sie auf dem 11. Platz. Bei den Nordischen Skiweltmeisterschaften 2011 in Oslo belegte sie den sechsten Platz im Skiathlon. Die Saison 2010/11, in der sie zwei Podestplätze mit der Staffel erreichte, beendete sie auf dem 31. Rang in der Weltcupgesamtwertung und auf dem 22. Platz in der Distanzwertung. Bei der Tour de Ski 2011/12 erreichte sie den 27. Platz. Die Tour de Ski 2013/14 beendete sie auf dem 18. Platz. In der Saison 2014/15 belegte sie den 57. Platz bei der Nordic Opening in Lillehammer und den 12. Rang bei der Tour de Ski 2015. Bei den Nordischen Skiweltmeisterschaften 2015 in Falun kam sie auf den neunten Platz im Skiathlon und den vierten Rang über 10 km Freistil. Mit der Staffel gewann sie Silber. Im März 2015 erreichte sie in Lahti über 10 km klassisch und in Oslo im 30-km-Massenstartrennen den zehnten Platz und beendete die Saison auf dem 27. Platz im Gesamtweltcup. In der Saison 2015/16 errang sie den 23. Platz bei der Nordic Opening in Ruka und den 13. Platz bei der Tour de Ski 2016. Ihre beste Einzelplatzierung im Weltcup in der Saison war der fünfte Platz im 10-km-Massenstartrennen in Falun. Ende Januar 2016 wurde sie bei den schwedischen Meisterschaften in Piteå Zweite im Skiathlon. Zum Saisonende belegte sie den 24. Platz im Gesamtweltcup und den 21. Platz im Distanzweltcup. Zu Beginn der Saison 2016/17 errang sie beim Weltcup in La Clusaz den dritten Platz mit der Staffel. Im März 2017 wurde sie Neunte beim Wasalauf. Nach der Saison beendete sie ihre Karriere.

## Platzierungen im Weltcup

### Weltcup-Statistik
Die Tabelle zeigt die erreichten Platzierungen im Einzelnen.
- 1.–3. Platz: Anzahl der Podiumsplatzierungen
- Top 10: Anzahl der Platzierungen unter den ersten zehn
- Punkteränge: Anzahl der Platzierungen innerhalb der Punkteränge
- Starts: Anzahl gelaufener Rennen in der jeweiligen Disziplin
- Hinweis: Bei den Distanzrennen erfolgt die Einordnung gemäß FIS.

| Platzierung         | Distanzrennen a | Distanzrennen a | Distanzrennen a | Distanzrennen a | Distanzrennen a | Skiathlon Verfolgung | Sprint | Etappen- rennen b | Gesamt | Team c | Team c  |
| Platzierung         | ≤ 5 km          | ≤ 10 km         | ≤ 15 km         | ≤ 30 km         | > 30 km         | Skiathlon Verfolgung | Sprint | Etappen- rennen b | Gesamt | Sprint | Staffel |
| ------------------- | --------------- | --------------- | --------------- | --------------- | --------------- | -------------------- | ------ | ----------------- | ------ | ------ | ------- |
| 1. Platz            |                 |                 |                 |                 |                 |                      |        |                   |        |        |         |
| 2. Platz            |                 |                 |                 |                 |                 |                      |        |                   |        |        | 1       |
| 3. Platz            |                 |                 |                 |                 |                 |                      |        |                   |        |        | 3       |
| Top 10              |                 | 3               |                 | 1               | 1               | 4                    |        |                   | 9      | 1      | 14      |
| Punkteränge         | 9               | 23              | 4               | 3               | 1               | 26                   | 3      | 9                 | 78     | 2      | 14      |
| Starts              | 16              | 41              | 10              | 4               | 1               | 34                   | 32     | 10                | 148    | 2      | 14      |
| Stand: Karriereende |                 |                 |                 |                 |                 |                      |        |                   |        |        |         |

### Weltcup-Gesamtplatzierungen
| Saison  | Gesamt | Gesamt | Distanz | Distanz | Sprint | Sprint |
| Saison  | Punkte | Platz  | Punkte  | Platz   | Punkte | Platz  |
| ------- | ------ | ------ | ------- | ------- | ------ | ------ |
| 2005/06 | 26     | 73.    | 26      | 56.     | -      | -      |
| 2006/07 | 18     | 78.    | 18      | 54.     | -      | -      |
| 2007/08 | 32     | 64.    | 20      | 46.     | 12     | 55.    |
| 2008/09 | 8      | 104.   | 8       | 77.     | -      | -      |
| 2009/10 | -      | -      | -       | -       | -      | -      |
| 2010/11 | 249    | 31.    | 141     | 22.     | 12     | 66.    |
| 2011/12 | 204    | 37.    | 174     | 22.     | -      | -      |
| 2012/13 | -      | -      | -       | -       | -      | -      |
| 2013/14 | 108    | 50.    | 56      | 38.     | -      | -      |
| 2014/15 | 251    | 27.    | 163     | 22.     | -      | -      |
| 2015/16 | 324    | 24.    | 228     | 21.     | -      | -      |
| 2016/17 | 22     | 88.    | 22      | 65.     | -      | -      |